# Iris decora
Iris decora là một loài thực vật có hoa trong họ Diên vĩ. Loài này được Wall. miêu tả khoa học đầu tiên năm 1830.